# Friedrich von Scholl

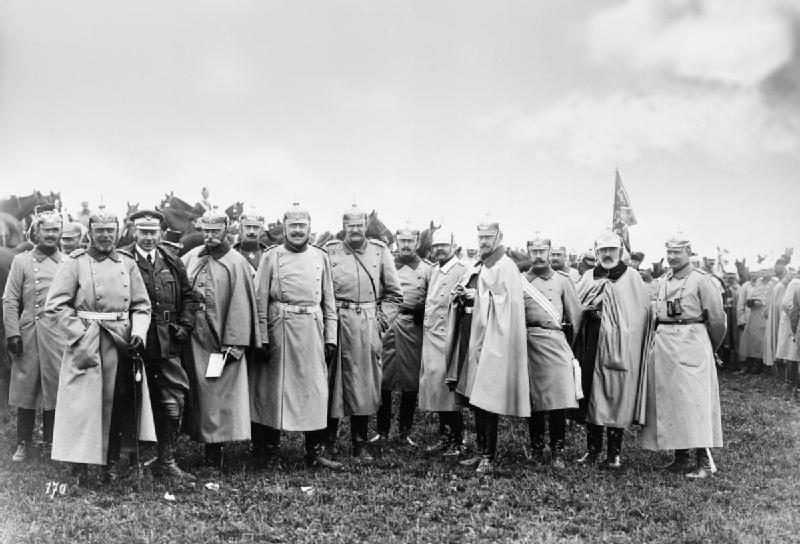
Friedrich von Scholl (7. von links) beim Kaisermanöver 1905

Friedrich Wilhelm Ludwig Georg Ernst Karl Scholl, seit 1880 von Scholl (* 25. Oktober 1846 in Darmstadt; † 2. Oktober 1928 in Potsdam) war ein preußischer Generaloberst und Generaladjutant des Kaisers Wilhelm II.

## Leben

### Herkunft
Friedrich war ein Sohn des gleichnamigen hessischer Oberst und Abteilungschef im Kriegsministerium Friedrich Scholl (1815–1875) und dessen Ehefrau Auguste, geborene Hallwachs (1824–1885).

### Militärkarriere
Scholl trat am 11. Februar 1863 in das 2. Reiter-Regiment der Hessischen Armee ein. Hier wurde er am 3. September 1865 zum Sekondeleutnant befördert und nahm im folgenden Jahr am Krieg gegen Preußen teil. Nach Beendigung des Krieges in die Preußische Armee übernommen, wurde Scholl vom 27. September 1867 bis 11. November 1869 zum Militärreitinstitut Hannover kommandiert. Als Premierleutnant nahm er 1870/71 im Krieg gegen Frankreich an den Schlachten bei Gravelotte, Noisseville, Beaune-la-Rolande, Orléans und der Belagerung von Metz sowie einer Reihe weiterer Gefechte teil. Für seine Leistungen wurde er mit dem Eisernen Kreuz II. Klasse ausgezeichnet.
Am 12. Juni 1877 wurde er unter gleichzeitiger Beförderung zum Rittmeister zum Chef der 5. Eskadron ernannt und am 25. Februar 1880 in den erblichen hessischen Adelsstand erhoben. Die preußische Anerkennung folgte durch Wilhelm I. am 15. Juli 1880. Scholl wurde am 11. Dezember 1886 in das 1. Garde-Ulanen-Regiment in Potsdam versetzt und unter Belassung in diesem Kommando am 19. Juni 1888 als Major zum diensttuenden Flügeladjutanten von Kaiser und König Wilhelm II. ernannt. Seit 15. Juni 1891 war er außerdem Kommandeur der Leibgendarmerie und wurde am 18. August 1891 Oberstleutnant. Scholl gehörte im weiteren Verlauf seiner Karriere ununterbrochen zur nächsten militärischen Umgebung des Kaisers. Nachdem er am 24. Dezember 1905 zum General der Kavallerie aufgestiegen war, würdigte ihn Wilhelm II. mit dem Großkreuz des Roten Adlerorden mit Eichenlaub, Schwertern am Ringe und der Königlichen Krone sowie mit dem Schwarzen Adlerorden mit Kette. Großherzog Ernst Ludwig zeichnete Scholl Ende August 1906 mit dem Großkreuz mit Krone des Ordens Philipps des Großmütigen und im Juli 1910 mit dem Großkreuz des Ludwigsordens aus. Anlässlich seines 50-jährigen Dienstjubiläums wurde Scholl am 16. Juni 1913 zum Generaloberst befördert. Er war zudem Generalkapitän der Schloß- und Leibgarde und stand à la suite des 1. Garde-Ulanen-Regiments.

### Familie
Scholl hatte sich am 29. September 1877 in Nieder-Florstadt mit Adelheid Freiin Löw von und zu Steinfurth (* 1849) verheiratet. Aus der Ehe ging der Sohn August (1879–1914) hervor, der als Rittmeister im 1. Garde-Ulanen-Regiment zu Beginn des Ersten Weltkriegs bei Diekirch fiel.